# Gisella d'Asburgo-Lorena
Gisella Luisa Maria d'Asburgo-Lorena, Arciduchessa d'Austria, Principessa di Baviera (in tedesco: Gisela Louise Marie von Habsburg-Lothringen, Erzherzogin von Österreich, Prinzessin von Bayern; Laxenburg, 12 luglio 1856 – Monaco di Baviera, 27 luglio 1932), nota semplicemente come Gisella d'Asburgo-Lorena, fu una principessa austriaca, seconda femmina dei quattro figli dell'imperatore Francesco Giuseppe I e dell'imperatrice Elisabetta "Sissi" di Baviera.
Nata arciduchessa d'Austria, si sposò col principe Leopoldo di Baviera e divenne, per matrimonio, principessa di Baviera.

## Biografia

### L'infanzia

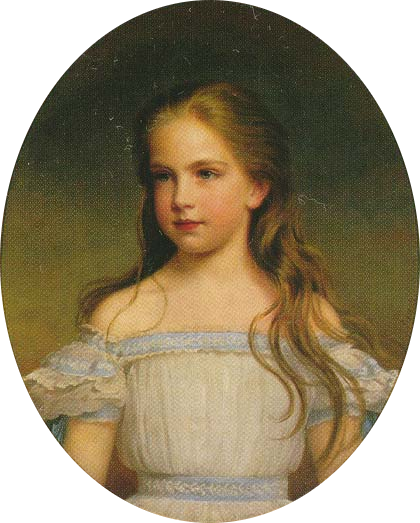
Gisella d'Austria (circa 1860)

Gisella Luisa Maria d'Austria-Lorena era la seconda figlia di Francesco Giuseppe I d'Austria e di sua moglie, Elisabetta di Baviera, detta Sissi, nata duchessa in Baviera.
Sebbene fosse stata battezzata Gisella con due L, lei scrisse sempre il suo nome con una sola L. Il suo nome venne scelto per ricordare la principessa Gisella di Baviera, che sposò il re d'Ungheria Stefano I e unì la corona bavarese e quella ungherese.
Sull'educazione dei figli Elisabetta e la suocera Sofia di Wittelsbach ebbero forti divergenze, in quanto quest'ultima si riteneva in dovere di seguire la loro istruzione senza interpellare la nuora.
Quando l'imperatrice portò con sé le figlie Sofia e Gisella in una visita di Stato nella sua amata Ungheria, le bambine si ammalarono gravemente e la primogenita morì a soli due anni. Elisabetta venne incolpata dalla suocera dell'accaduto e cadde in un grave stato di depressione, decidendo di delegare definitivamente alla suocera la cura dei figli Gisella e Rodolfo. Essi crebbero dunque molto vicini e rimasero in contatto anche dopo il matrimonio di Gisella.
Gisella era molto simile a suo padre. Dopo la prematura separazione da suo fratello, che era stato preparato in anticipo al ruolo di erede al trono, era sempre tranquilla e si dedicò con entusiasmo ai compiti impartiti dalla nonna. Inoltre pare fosse una eccellente pilota e cacciatrice.

### Il matrimonio
Gisella sposò, il 20 aprile 1873, Leopoldo di Baviera, figlio del principe reggente Luitpold di Baviera e di Augusta Ferdinanda d'Asburgo-Lorena, divenendo principessa di Baviera. Il matrimonio fu malvisto da molti, in quanto svantaggioso per una figlia dell'imperatore; dal canto suo, la madre, che pure aveva conosciuto le sofferenze dovute a un matrimonio infelice e addirittura definiva l'istituzione matrimoniale come una "compravendita", non cercò in alcun modo di ostacolare i progetti dell'imperatore sulla figlia ancora giovane. La coppia andò a vivere a Monaco di Baviera. Il matrimonio fu felice e a Gisella furono risparmiate dal destino tutte le sofferenze che aveva patito la madre.
Alla sua partenza, il fratello di Gisella Rodolfo pianse molto la perdita della sua compagna d'infanzia e anche Francesco Giuseppe ne fu commosso. Leopoldo di Baviera, per sposare Gisella, ruppe il fidanzamento con Amalia di Sassonia-Coburgo-Kohary. Successivamente Amalia avrebbe sposato Massimiliano, fratello di Elisabetta.
A Monaco, Gisella venne accolta calorosamente dalla famiglia di Leopoldo. Suo padre era un ospite gradito alla Leopoldine Palais, come anche la sorella minore Maria Valeria. Sua madre comparve solo al battesimo della prima figlia di Gisella, in qualità di madrina.

### Prima guerra mondiale
Durante la prima guerra mondiale Gisella gestì un ospedale militare nel suo palazzo, mentre il marito era un maresciallo di campo sul fronte orientale. Quando la rivoluzione scoppiò nel 1918, tutta la sua famiglia fuggì dalla città, ma Gisella rimase e partecipò, nel 1919, alle elezioni per l'Assemblea nazionale di Weimar, in cui votarono, per la prima volta, le donne di età superiore ai 20 anni.

### Vedovanza e decesso
Gisella e suo marito celebrarono le nozze d'oro nel 1923. Quando il consorte morì nel 1930, Gisella gli sopravvisse due anni. Si spense all'età di 76 anni, a Monaco di Baviera, il 27 luglio 1932 ed è sepolta accanto al marito, nella chiesa di San Michele a Monaco di Baviera.

## Discendenza
Gisella e Leopoldo ebbero quattro figli:
- Elisabetta Maria (1874-1957), sposò Otto Ludovico Filippo Graf von Seefried auf Buttenheim;
- Augusta Maria (1875-1964), sposò Giuseppe Augusto d'Asburgo-Lorena;
- Giorgio di Baviera (1880-1943), sposò l'arciduchessa Isabella d'Asburgo-Teschen (matrimonio annullato nel 1913);
- Corrado (1883-1969), sposò la principessa Bona Margherita di Savoia-Genova.

## Ascendenza
|                                  |                        |                                              | Genitori                                   |  |  | Nonni |  |  | Bisnonni                      |  |  | Trisnonni                    |  |
|                                  |                        |                                              |                                            |  |  |       |  |  | Francesco II d'Asburgo-Lorena |  |  | Leopoldo II d'Asburgo-Lorena |  |
|                                  |                        |                                              |                                            |  |  |       |  |  | Francesco II d'Asburgo-Lorena |  |  | Leopoldo II d'Asburgo-Lorena |  |
|                                  |                        | Infanta Maria Luisa di Spagna                |                                            |  |  |       |  |  | Francesco II d'Asburgo-Lorena |  |  |                              |  |
| Francesco Carlo d'Asburgo-Lorena |                        |                                              |                                            |  |  |       |  |  | Francesco II d'Asburgo-Lorena |  |  |                              |  |
|                                  |                        | Principessa Maria Teresa di Napoli e Sicilia | Ferdinando I delle Due Sicilie             |  |  |       |  |  |                               |  |  |                              |  |
|                                  |                        | Principessa Maria Teresa di Napoli e Sicilia | Ferdinando I delle Due Sicilie             |  |  |       |  |  |                               |  |  |                              |  |
|                                  |                        | Principessa Maria Teresa di Napoli e Sicilia | Arciduchessa Maria Carolina d'Austria      |  |  |       |  |  |                               |  |  |                              |  |
| Francesco Giuseppe I d'Austria   |                        | Principessa Maria Teresa di Napoli e Sicilia |                                            |  |  |       |  |  |                               |  |  |                              |  |
|                                  |                        | Massimiliano I Giuseppe di Baviera           | Federico Michele di Zweibrücken-Birkenfeld |  |  |       |  |  |                               |  |  |                              |  |
|                                  |                        | Massimiliano I Giuseppe di Baviera           | Federico Michele di Zweibrücken-Birkenfeld |  |  |       |  |  |                               |  |  |                              |  |
|                                  |                        | Massimiliano I Giuseppe di Baviera           | Maria Francesca del Palatinato-Sulzbach    |  |  |       |  |  |                               |  |  |                              |  |
| Principessa Sofia di Baviera     |                        | Massimiliano I Giuseppe di Baviera           |                                            |  |  |       |  |  |                               |  |  |                              |  |
|                                  |                        | Carolina di Baden                            | Carlo Luigi di Baden                       |  |  |       |  |  |                               |  |  |                              |  |
|                                  |                        | Carolina di Baden                            | Carlo Luigi di Baden                       |  |  |       |  |  |                               |  |  |                              |  |
|                                  |                        | Carolina di Baden                            | Amalia d'Assia-Darmstadt                   |  |  |       |  |  |                               |  |  |                              |  |
| Gisella d'Asburgo-Lorena         |                        | Carolina di Baden                            |                                            |  |  |       |  |  |                               |  |  |                              |  |
|                                  | Pio Augusto in Baviera | Guglielmo in Baviera                         |                                            |  |  |       |  |  |                               |  |  |                              |  |
|                                  | Pio Augusto in Baviera | Guglielmo in Baviera                         |                                            |  |  |       |  |  |                               |  |  |                              |  |
|                                  | Pio Augusto in Baviera | Maria Anna di Zweibrücken-Birkenfeld         |                                            |  |  |       |  |  |                               |  |  |                              |  |
| Massimiliano Giuseppe in Baviera | Pio Augusto in Baviera |                                              |                                            |  |  |       |  |  |                               |  |  |                              |  |
|                                  |                        | Amalia Luisa di Arenberg                     | Louis-Marie, Duca di Arenberg              |  |  |       |  |  |                               |  |  |                              |  |
|                                  |                        | Amalia Luisa di Arenberg                     | Louis-Marie, Duca di Arenberg              |  |  |       |  |  |                               |  |  |                              |  |
|                                  |                        | Amalia Luisa di Arenberg                     | Marie Adélaïde Julie de Mailly             |  |  |       |  |  |                               |  |  |                              |  |
| Elisabetta di Baviera            |                        | Amalia Luisa di Arenberg                     |                                            |  |  |       |  |  |                               |  |  |                              |  |
|                                  |                        | Massimiliano I Giuseppe di Baviera           | Federico Michele di Zweibrücken-Birkenfeld |  |  |       |  |  |                               |  |  |                              |  |
|                                  |                        | Massimiliano I Giuseppe di Baviera           | Federico Michele di Zweibrücken-Birkenfeld |  |  |       |  |  |                               |  |  |                              |  |
|                                  |                        | Massimiliano I Giuseppe di Baviera           | Maria Francesca del Palatinato-Sulzbach    |  |  |       |  |  |                               |  |  |                              |  |
| Ludovica di Baviera              |                        | Massimiliano I Giuseppe di Baviera           |                                            |  |  |       |  |  |                               |  |  |                              |  |
|                                  |                        | Carolina di Baden                            | Carlo Luigi di Baden                       |  |  |       |  |  |                               |  |  |                              |  |
|                                  |                        | Carolina di Baden                            | Carlo Luigi di Baden                       |  |  |       |  |  |                               |  |  |                              |  |
|                                  |                        | Carolina di Baden                            | Amalia d'Assia-Darmstadt                   |  |  |       |  |  |                               |  |  |                              |  |
|                                  |                        | Carolina di Baden                            |                                            |  |  |       |  |  |                               |  |  |                              |  |